# Cellplast

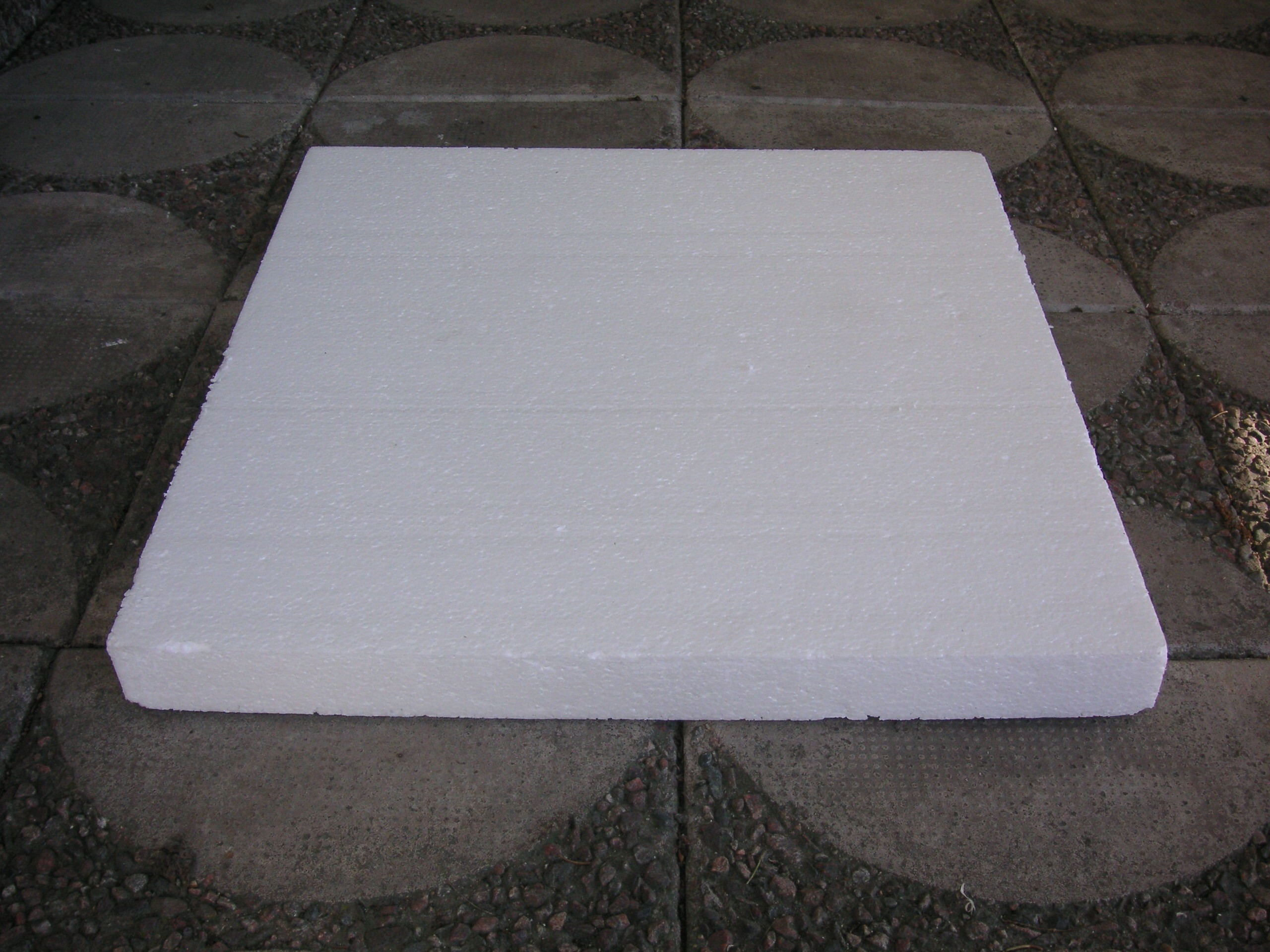
Cellplast

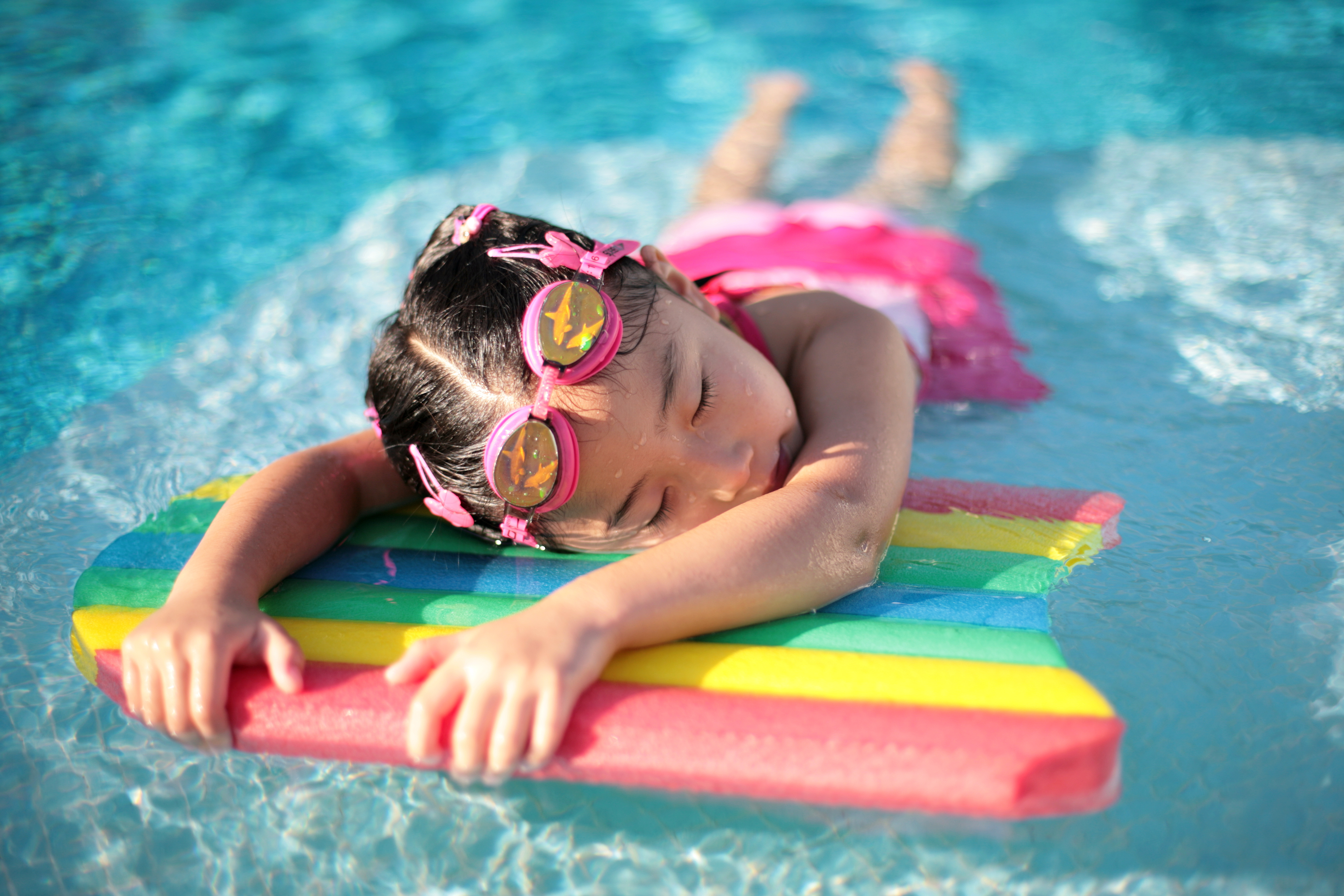
Skumplast kan bland annat användas till flytdynor.

Cellplast, ibland kallad skumplast, är en typ av plast. Frigolit och Ecoprim är båda cellplaster. Cellplast indelas i mjuk och hård cellplast. Den mjuka cellplasten används i madrasser och möbelstoppning (se skumgummi), medan den hårda cellplasten används i väggisolation (till exempel i kylskåp). Cellplast har fått en stor betydelse i byggindustrin, till exempel vid isolering av husgrunder eller väggar, och även som putsbärare på fasader. Den hårda cellplasten finns i olika skalor av hårdhet och olika skivor lämpar sig därmed för olika tillämpningar. Oftast är kraven på hållfasthet, värmekonduktivitet och fuktupptagning viktiga att ta hänsyn till när man väljer skiva.

## Hård cellplast
Hård cellplast framställs från polystyren enligt två olika tillverkningsmetoder: 
- EPS (Expanderad PolyStyren) tillverkas genom att små pärlor av polystyren med tillsats av pentan utsätts för värme. Pärlan expanderas till en kula som upp till 98% består av tomrum. Kulorna smälts samman till skivor.
- XPS (Extruderad PolyStyren) tillverkas genom att polystyren smälts och under tryck tillsätts koldioxid. När trycket minskar expanderar smältan och en skiva bildas med mängder av små hål i, ungefär som en ost. XPS skivor klarar oftast högre krav på hållfasthet och används därmed för mer krävande tillämpningar. Färgen på skivan beror på tillverkaren, oftast är färgen orange, rosa eller blå.